# Teleocichla cinderella
Teleocichla cinderella es una especie de peces de la familia Cichlidae en el orden de los Perciformes.

## Morfología
- Los machos pueden llegar alcanzar los 5,4 cm de longitud total.[1][2]

## Hábitat
Vive en zonas de clima tropical entre 24 °C-37 °C de temperatura.

## Distribución geográfica
Se encuentran en Sudamérica: cuenca del río Tocantins ( cuenca del río Amazonas, Brasil).